# Jürgen Theuns
Jürgen Theuns (Roosendaal , 8 mei 1976), is een Nederlands acteur, cabaretier, presentator en stemacteur. Hij vertolkt de stem van onder meer Fanboy in de door Nickelodeon uitgezonden animatieserie Fanboy en Chum Chum, Thomas de stoomlocomotief, de verteller van de Teletubbies, Doerak uit Gabby’s Poppenhuis en Dug uit de film Early Man.
Theuns volgde de Theateropleiding Selma Susanna en studeerde Theaterwetenschappen aan de Universiteit van Amsterdam. 
In 2005 speelde Theuns in de musical Naked Boys Singing, waarin acht mannelijke acteurs naakt en zingend optraden. 
In 1996 won hij samen met Marijn de Langen de jury-, de publieks- en de persoonlijkheidsprijs op het tiende Groninger Studenten Cabaret Festival.
In 2021 ging zijn autobiografische voorstelling GOOD BOY in première (met Valentijn Banga, onder regie van Ewout Eggink).
Als presentator is hij verbonden aan het Amsterdams Kleinkunst Festival.
Theuns werkt ook als regisseur, is docent spelimprovisatie bij THOPSS en heeft een eigen productiebedrijf. 

## Stemmen
- Alvin and the Chipmunks, als Simon
- Big Hero 6, overige stemmen
- Disney Infinity, als Terri
- Fanboy en Chum Chum, als Fanboy
- Genie in the House, als Adil
- Winx Club, als Flitter
- Thomas and Friends, als Thomas
- Pieter Post als Sjakie Pruisen
- My Life as a Teenage Robot, als Sheldon
- Tak en de kracht van Juju, als Keeko
- Girlstuff, Boystuff als Simon
- Jacob Dubbel als Daniel
- LazyTown als Sportacus
- Disney Infinity-spellen als Terri
- Invader Zim als GIR
- Hey Arnold! als Sid
- The Lion King als Zazoe
- Mufasa: The Lion King als Zazoe
- Muppets Now als Walter
- Muppets Haunted Mansion als Walter, Chip en de Geest
- Bollie en Billie (serie) als Kapitein Poes
- Kapitein Onderbroek als Melvin Sneedly
- Bob de Bouwer (2015) als Scoop
- She-Ra en de power-prinsessen (2018) als Swift Wind
- Star Wars: Visions (2020) als B-2ON
- Gabby’s Poppenhuis (2021) als Doerak
- Woezel en pip overal vriendjes (2016) als Charly eerste stem
- True en het Regenboogrijk als Bartleby